# Zselatin
A zselatin (a francia gélatine-ból) egy áttetsző, színtelen, majdnem íztelen szilárd anyag, melyet az állatok kötőszövetéből kivont kollagén irreverzibilis hidrolízisével állítanak elő. Az élelmiszeriparban, a gyógyszeriparban, a fényképezésben és a kozmetikumokban széles körben alkalmazzák. A zselatintartalmú, vagy hasonló állagú anyagokat is zselatinnak nevezik. Élelmiszerekben E441 néven emulgeálószerként, valamint zselésítő anyagként használják.

## Tulajdonságai
A zselatint elsősorban háziállatok (sertés, szarvasmarha, ló) csontjából és kötőszövetéből kivont kollagénből, hidrolízis útján állítják elő. A kollagénben található kötések lebontásával keletkezik. Vízzel együtt egy félig szilárd, kolloid gélt alkot. A vízben a kollagénhez nagyon hasonlóan viselkedik, oldatának viszkozitása nagy. Előállításának módjától nagyban függ a zselatin oldékonysága. A zselatin relatív erős savban is oldható, és az így képzett oldat 10-15 napon keresztül kémiailag inaktív marad, így élelmiszerek, és gyógyszerek külső kérgének előállítására is alkalmazható. A legtöbb poláris oldószerben oldható. Viszonylag szűk hőmérsékleti határok között alkalmazható: a hőmérséklet felső határa a zselatin olvadáspontja, alsó határa pedig a víz olvadáspontja. A zselatin fizikai tulajdonságai nagymértékben függenek a gyártás és elkészítés folyamán alkalmazott hőmérséklettől, az aktuális hőmérséklettől, valamint a koncentrációtól. Viszkozitása 4,4 °C  (40 °F) alatt, és magas koncentrációban a legnagyobb.

## Előállítása
Évente körülbelül 300 000 tonna zselatint állítanak elő világszerte. A zselatint ipari keretek közt a húsipar és a bőrgyártás melléktermékeként állítják elő, elsősorban sertésbőrből, sertés- és szarvasmarhacsontokból. Nemrég megjelent a piacon a halakból előállított zselatin, így az ezt tartalmazó előállított élelmiszereket és gyógyszereket a zselatint vallási okok miatt (elsősorban az iszlám halal) kerülők is fogyaszthatják. A hiedelemmel ellentétben a paták és a szarvak nem tartoznak a zselatin alapanyagai közé.
Az alapanyagokat különféle finomításnak, valamint savas és lúgos fürdőnek vetik alá, így nyerik ki a hidrolizált kollagént. A folyamat akár hetekig is eltarthat, és a folyamatban alkalmazott vegyületek, hőmérsékleti értékek, és a folyamat intenzitása nagymértékbnen meghatározzák a zselatin minőségét.
A zselatin házilag is előállítható: a húson található, magas porctartalmú nyesedékek főzésével a főzővízbe oldott zselatin kerül. Ez a folyamat a pot-au-feu jellegű (húsleves alapú, általában báránynyesedéket is tartalmazó zöldséglevesfélék), francia ételek előkészítésénél népszerű.
Bár a kollagént többféle úton is zselatinná lehet alakítani, a módszerek tulajdonképpen ugyanazt a folyamatot viszik végbe. A kollagén vízben nem oldódó tulajdonságát adó molekulák közötti, és a molekulán belüli (másodlagos) kötéseket, valamint a kollagén spirálszerkezetét kialakító hidrogénkötéseket fel kell szakítani. A zselatin előállításának három fő lépése van:
1. Előkezeléssel el kell távolítani a szennyeződéseket, melyek a zselatin minőségét nagyban rontanák.
2. A fő lépés általában forró vízben történik Ilyenkor a kollagén, hidrolízis útján zselatinná alakul.
3. Az utolsó lépésben a zselatint finomítják: leszűrik, tisztítják, sterilizálják, megszárítják, megőrlik, csomagolják.

## Felhasználása
A legelterjedtebb zselésítő anyag, ezért élelmiszerekben és gyógyszerekben széles körben alkalmazzák. Állati eredete miatt a vegetáriánus élelmiszerekben, valamint egyes vallási előírások miatt (kóser, halal) pektinnel, agaragarral, karragénnel, alginsavval, hipromellózzal helyettesíthető.

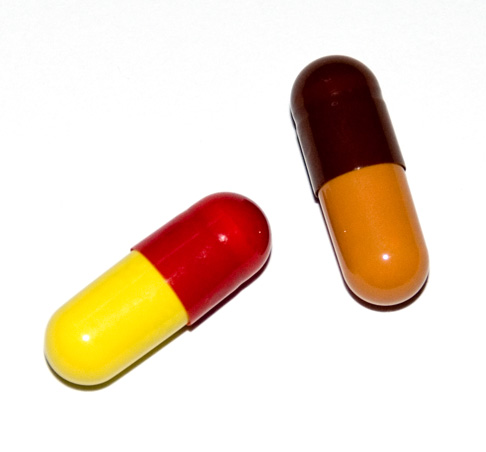
Zselatinból készült kapszulák

- leggyakrabban fagylaltokban, lekvárokban, joghurtokban, krémsajtokban, és margarinban fordul elő. Diétás élelmiszerekben zsírok helyettesítésére is alkalmazzák, mert a szájban zsír érzetét kelti, ugyanakkor kalóriatartalma nagyon alacsony.
- gyógyszerekben elsősorban gyógyszerkapszulák bevonatalánál használják, mert így a kapszula könnyebben lenyelhető.
- a fényképészetben az ezüst-halidok emulzióban tartására alkalmazzák.
- hordozóanyagként is használják, például vizes oldatában a béta-karotin is oldható lesz, valamint enyhe sárgás színt kölcsönöz az oldatnak (elsősorban üdítőitalokban)
- egyes esetekben gyufafejek kötőanyagaként is alkalmazzák
- kozmetikumokban való felhasználása esetén általában hidrolizált kollagén néven található meg
- lőgyakorlatokon a zselatinból készített tárgyak az izomszövettel megegyezően roncsolódnak, így lőszerkísérleti célokra a bábukat általában zselatinból készítik
- szinkronúszók a frizura fixálására alkalmazzák, mert a zselatin nem oldódik a medence hideg vizében, így a hajforma megmarad
- tannin-érzékenységben szenvedő emberek étrendjében a tannin helyettesítésére használják
- a Raschig-féle hidrazin szintézisben nehézfém-ionok komplexálására használják[5]
- a zselatin meleg, vizes oldata, a glutinenyv ragasztásra használható. Az ókortól kezdve a 20. század közepéig, a szintetikus ragasztók térhódításáig a legelterjedtebb faipari ragasztóanyag volt.

## Tápanyagtartalma, és egészségügyi hatásai

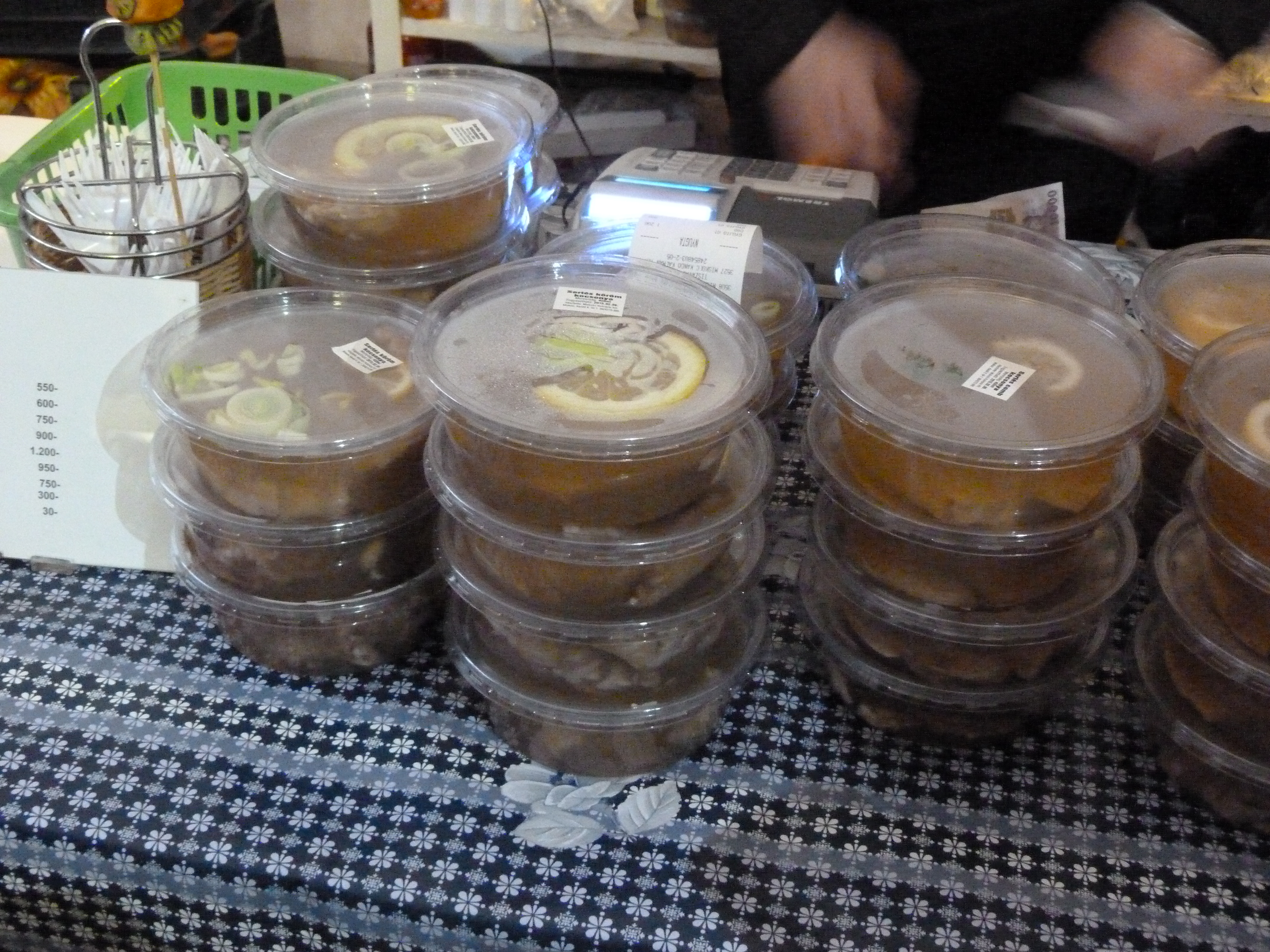
Kocsonya a Miskolci Kocsonyafesztiválon (2015)

Bár a zselatin száraz állapotban 98-99%-ban fehérjét tartalmaz, tápértéke nagyon alacsony. A zselatinban a nem-esszenciális aminosavak (esszenciális aminosav: olyan aminosav, amelyet a szervezet természetes úton nem képes előállítani) magas koncentrációban vannak jelen (például glicin, prolin), viszont alig tartalmaz esszenciális aminosavakat (például triptofánt, izoleucint vagy metionint). 
A zselatin aminosavtartalma általában a következőképpen alakul:
- glicin 21%
- prolin 12%
- hidroxiprolin 12%
- glutaminsav 10%
- alanin 9%
- arginin 8%
- aszparaginsav 6%
- lizin 4%
- szerin 4%
- leucin 3%
- valin 2%
- fenilalanin 2%
- treonin 2%
- izoleucin 1%
- hidroxi-lizin 1%
- metionin és hisztidin <1%
- tirozin < 0,5%

Az összetevők koncentrációja (elsősorban az alacsony koncentrációban jelenlévők) erősen függ a zselatin elkészítésének módjától, valamint a felhasznált alapanyagoktól.
Élelmiszerekben a zselatin napi maximum beviteli mennyisége nincs meghatározva, mellékhatása nem ismert.
A zselatin önmagában fogyasztva energiaveszteséget okoz, mert emésztése több energiát használ el, mint amennyi felszabadítható belőle. Ennek ellenére nagy mennyiségben való fogyasztása nem ajánlott, mert nem tartalmazza a szervezet számára nélkülözhetetlen zsírsavakat, így a helytelen táplálkozás kihathat az egészségügyi állapotra. Az 1970-es években elterjedt fogyókúrás módszer volt a zselatin kizárólagos fogyasztása mindaddig, míg néhányan bele nem haltak a fogyókúra okozta helytelen táplálkozásba, mert a szervezetük nem kapta meg az esszenciális zsírsavakat.